# Herb Leżajska
Herb Leżajska – jeden z symboli miasta Leżajsk w postaci herbu.

## Wygląd i symbolika
Herb przedstawia krzyż jagielloński (podwójny) w kolorze białym (srebrnym) umieszczony na tarczy herbowej w kolorze czerwonym, obrysowanej kreską w kolorze żółtym (złotym), umieszczonej na niebieskim tle w kształcie owalu. Nad herbem są umieszczone: laska Merkurego ozdobiona dwoma splecionymi wężami i skrzydłami, waga, księga - w kolorze żółtym (złotym).

## Historia

Pierwszy herb miasta

Pierwszym miejskim herbem był krzyż lotaryński na czerwonej hiszpańskiej tarczy herbowej. W końcu XVIII wieku, kiedy Leżajsk stał się bezpośrednią częścią imperium Habsburgów, cesarz Józef II wydał zarządzenie o uzupełnieniu lokalnych herbów nowo nabytych ziem. Po reformach herb miasta zmienił się znacznie. Został on uzupełniony o laskę boga Merkurego, węże, skrzydła oraz wagę i księgę barwy złotej. Mimo powrotu wielu miast do historycznych herbów, Rada Miejska Leżajska przyjęła ten herb 30 grudnia 2002 uchwałą nr III/18/02.